# Koreguaje
Le koreguaje (korebaju, coreguaje) est une langue tucanoane occidentale parlée en Colombie le long des affluents de l'Orteguaza et du Caquetá par 750 personnes.

## Phonologie

### Voyelles
|         | Antérieure  | Centrale    | Postérieure |
| ------- | ----------- | ----------- | ----------- |
| Fermée  | i [i] ĩ [ĩ] | ɨ [ɨ] ɨ̃ [ɨ̃] | u [u] ũ [ũ] |
| Moyenne | e [e] ẽ [ẽ] |             | o [o] õ [õ] |
| Ouverte |             | a [a] ã [ã] |             |

### Consonnes
|               |            | Bilabiale | Dentale | Palatale | Vélaire | Glottale |
| ------------- | ---------- | --------- | ------- | -------- | ------- | -------- |
| Occlusives    | Sourdes    | p [p]     | t [t]   |          | k [k]   | ʔ [ʔ]    |
| Occlusives    | Aspirées   | ph [pʰ]   | th [tʰ] |          | kh [kʰ] |          |
| Fricatives    | Fricatives |           | s [s]   |          |         | h [h]    |
| Affriquées    | Affriquées |           |         | [d͡ʒ]     |         |          |
| Nasales       | Simples    | m [m]     | n [n]   | ɲ [ɲ]    |         |          |
| Nasales       | Dévoisée   | m̥ [m̥]     | n̥ [n̥]   |          |         |          |
| Liquides      | Liquides   |           | r [r]   |          |         |          |
| Semi-voyelles | simples    | w [w]     |         |          |         |          |
| Semi-voyelles | Dévoisée   | w̥ [w̥]     |         |          |         |          |